# N-Coded Music
N-Coded Music is een Amerikaans platenlabel, dat zich richt op het uitbrengen van Smooth Jazz-platen. Het label werd in 1997 opgericht door Dave Grusin en Larry Rosen, oprichters van GRP Records, en Phil Ramone. Het is gevestigd in New York.
Het label, voorheen bekend als N2K Encoded Music wilde muziek van nieuwe artiesten en groepen uit verschillende genres (voornamelijk Smooth Jazz) uitbrengen via de online-musicsite, Music Boulevard (waarvan het label mede-eigenaar was), in de vorm van cd's en downloads. Cd's werden ook gedistribueerd via Sony Music's onafhankelijke RED Distribution. Artiesten die bij N2K Encoded Music onder contract stonden waren onder meer Jonathan Butler, Dave Stewart en Candy Dulfer. Nadat Music Boulevard en zijn voornaamste concurrent CDNOW fuseerden werd N2K Encoded Music verkocht aan Warlock Records en kreeg het de naam N-Coded Music. Artiesten die op het label uitkwamen zijn onder meer Jane Monheit, Praful, Maysa, Ronny Jordan en Paul Taylor.